# Enaria cinerea
Enaria cinerea är en skalbaggsart som beskrevs av Blanchard 1851. Enaria cinerea ingår i släktet Enaria och familjen Melolonthidae. Inga underarter finns listade i Catalogue of Life.